# Marija Nikolajewna Ponomarenko
Marija Nikolajewna Ponomarenko (russisch Мария Николаевна Пономаренко, * 5. September 1978 in Barnaul, Sowjetunion) ist eine russische Journalistin. Sie erlangte internationale Aufmerksamkeit, als sie im Februar 2023 wegen kritischer Beiträge in den sozialen Medien zum russischen Angriff auf ein Theater in der ukrainischen Stadt Mariupol zu sechs Jahren Gefängnis verurteilt wurde.

## Biographie
Ponomarenko wuchs im sibirischen Barnaul auf und arbeitete dort als Journalistin für den sibirischen Ableger des Nachrichtenportals RusNews. Die russischen Behörden begannen 2020 mit Verfolgungsmaßnahmen gegen sie, nachdem sie Enthüllungen über die Korruption von Lokalpolitikern gemacht hatte, die sich weigerten, Waisenkindern eine Unterkunft zur Verfügung zu stellen. Nach Drohungen verließen sie und ihre Familie die Stadt, beteiligten sich aber weiterhin an Protesten gegen das Regime.

## Verhaftung und Strafe wegen Postings in sozialen Medien
Im April 2022 veröffentlichte sie auf Telegram Beiträge über den Angriff des russischen Militärs auf das Donezker Regionaltheater in Mariupol, bei dem hunderte von Menschen getötet und verletzt wurden. Sie war damals in Sankt Petersburg und wurde dort verhaftet, kurz nachdem sie den Beitrag geschrieben hatte. Sie war von April bis November 2022 inhaftiert, was sich negativ auf ihre mentale Gesundheit auswirkte, und wurde im November 2022 unter Hausarrest gestellt.
Im Februar 2023 fand ihr Prozess in der Stadt Barnaul statt, wo die Mutter zweier Kinder zu sechs Jahren Gefängnis verurteilt wurde. Außerdem wurde ihr die Tätigkeit als Journalistin und die Teilnahme an digitalen sozialen Medien für die nächsten fünf Jahre untersagt. Ponomarenko wurde wegen Verstoßes gegen das im März 2022 in Russland eingeführte Gesetz verurteilt, nach dem Personen, die der „vorsätzlichen Verbreitung falscher Informationen über die russischen Streitkräfte in der Ukraine“ für schuldig befunden werden, mit einer Geldstrafe oder einer Gefängnisstrafe zwischen fünf und zehn Jahren belegt werden können. Am 15. Mai wurde sie in das Straflager Nr. 22 in Krasnojarsk gebracht.

Ponomarenko bestreitet jegliches Fehlverhalten und gab während des Prozesses folgende Erklärung ab:

«Wenn ich wirklich eine Straftat begangen hätte, könnte ich um Nachsicht bitten. Aber ich konnte es aus moralischen und ethischen Gründen nicht. Im Gegenteil – ich hatte eine möglichst strenge Strafe gefordert. Wenn Sie einen Beweis meiner Unschuld wollen, lesen Sie einfach die Verfassung. Was passiert in unserem Land? Wenn es Krieg ist, dann nennen Sie es Krieg. … Die Unschuldsvermutung ist in unserem Land ebenso abgeschafft wie die Verfassung. Aber ein totalitäres Regime ist immer am stärksten, kurz bevor es fällt.»

Ponomarenkos Verfolgung und Misshandlung durch die russischen Behörden wird von verschiedenen internationalen Menschenrechtsorganisation, so dem PEN International und Amnesty International dokumentiert, die sich in Kampagnen auch unter Berufung auf Artikel 19 der Allgemeinen Erklärung der Menschenrechte der Vereinten Nationen für ihre Freilassung einsetzen.